# John Claudius Loudon
John Claudius Loudon (Cambuslang, Lanarkshire, 8 de abril de 1783 — Bayswater, Londres, 14 de dezembro de 1843) foi um botânico, arquiteto e paisagista escocês.

## Biografia
Loudon nasceu na Escócia em uma  família que exercia uma próspera exploração agrícola. Passou a sua juventude adquirindo informações  práticas sobre os  vegetais  e sobre agricultura.
Ainda adolescente, Loudon estudou química, botânica e agricultura na Universidade de Edimburgo. Em 1803,   Loudon publicou um artigo intitulado Observations on Laying out the Public Spaces in London, em Londres, numa revista literária. 
Em 1806, foi  acometido de uma crise de  reumatismo articular agudo que deixou sua mão esquerda aleijada, porém continuou escrevendo. Como a sua condição foi deteriorando com o tempo,  Loudon foi forçado a contratar um desenhista e outras pessoas para ajudá-lo.
Em 1808, o general Stratton o contrata para reparar o seu parque  em Tew e cultivar as suas terras. Fundou uma escola para  ensinar aos  jovens fazendeiros  modos de  de arrendamento  e as diferentes maneiras de cultivar o solo. Com a finalidade de  melhorar a  divulgação dos conhecimentos em agronomia, editou na mesma época uma brochura intitulada The Utility of Agricultural Knowledge to the Sons of the Landed Proprietors of Great Britain, &c., by a Scotch Farmer and Land-Agent.
Viajou  para a  Europa  de  1813 à  1814,  iniciando estudos para  melhorias de sistemas agrícolas e, especialmente,  construção de estufas. Também preocupou-se com a orientação da posição de  vidraças com a finalidade de otimizar a luminosidade. Igualmente, interessou-se  pelo  uso da energia solar para a calefação de alojamentos.
A visão de Loudon sobre  planejamento urbanistico era muito avançada para a sua época.  Encontra-se um exemplo  na sua obra Hints for Breathing Places for Metropolis , publicada em  1829, onde descreve a possibilidade de  planificar a criação  de espaços verdes  em Londres com o objetivo de  melhorar a qualidade de vida dos habitantes desta cidade.
Em 1832, ele definiu  uma teoria de paisagismo, onde observa que a planta  deve ser colocada nas melhores condições possíveis a fim de assegurar-lhe um bom crescimento. Considerava-se, no início do  século XIX,  que os jardins  não deviam imitar a natureza, por isso  Loudon escolhe formas geométricas para  desenhá-los.

## Obras
Loudon foi um autor prolífico. Sua primeira publicação foi: 
- The Encyclopedia of Gardening  de 1822.

Após este sucesso, publicou: 
- The Encyclopedia of Agricultura em  1825.

Fundou em  1826  a revista Gardener’s Magazine, a primeira publicação periódica inteiramente dedicada a horticultura.
Pouco tempo depois,  em 1828, começou a  publicar a revista Magazine of Natural History .
Publicou também numerosos artigos : 
- The Encyclopedias of Plants (1828) ;
- The Encyclopedia of Cottage, Farm, Villa Architecture (1834) ;
- Arboretum et Fruticetum Britannicum (1838)
- Suburban Gardener (1838)
- The Encyclopedias of Trees and Shrubs (1842)
- Cemeteries (1843).

Através destas publicações, ele desejou obter uma grande audiência para suas idéias sobre a criação de espaços comuns e para a melhoria dos equipamentos das cidades.  As publicações eram dirigidas ao grande público e aos profissionais da área.

## Principais realizações de Loudon
- Jardim Botânico de Birmingham
- Arboretum de Derby, Derby
- Harewood House, West Yorkshire
- Cemitério Abbey, Bath e North East Somerset
- Ditchley, Oxfordshire
- Garth, The, Guilsfield, Powys
- Stradsett Hall, Norfolk